# Víctor Isaac Acosta
Víctor Isaac Acosta (Concepción, 4 de diciembre de 1986) es un exfutbolista argentino.

## Trayectoria
Acosta es un jugador surgido de la cantera del Club Atlético Vélez Sarsfield. Lamentablemente, quedó en condición de "jugador libre". En 2005, Acosta fue transferido al Club El Porvenir, que disputaba la Primera B Nacional. El conjunto "albinegro" descendió a la tercera división del fútbol argentino y Acosta luego emigró de la institución.
Para la temporada 2006/2007, se trasladó a Paraguay, al Club Rubio Ñu, jugando en la Segunda División del fútbol paraguayo.
Luego Acosta regresó a su país, siendo fichado por el Club Atlético Tucumán para la temporada 2007/2008 de la tercera división del fútbol nacional, especialmente el Torneo Argentino A. A pesar de que disputó muy pocos encuentros, es reconocido como uno de los 40 jugadores que formó parte del plantel que logró ascender a la Primera B Nacional esa temporada.
Más tarde permaneció dos años en Unión Deportiva de Tres Lomas. Convirtió 30 goles en 35 partidos. Obteniendo un promedio de gol de:  0.85 goles por partido, el más alto en la historia de la liga de Tres Lomas hasta la actualidad.
En julio de 2010, Acosta firmó un contrato de un año, que lo llevaría en alta mar a la liga coreana, como una transferencia de verano para el Daegu Football Club. Hizo su debut contra el Pohang Steelers. Su paso por Corea fue positivo. El hecho de ganar experiencia a los 24 años no le jugó en contra. En febrero de 2011, finalizó su contrato con el conjunto coreano.
A mediados de 2012, el Club Atlético Nueva Chicago compró el 50% del pase del jugador por dos años. El lunes 11 de septiembre, recién en la fecha 6 del campeonato, llegó la habilitación para que Acosta pueda vestir la camiseta de Chicago proveniente de Corea del Sur. Acosta no tuvo minutos en cancha durante casi toda la primera rueda. Hacia la fecha 18, Acosta fue por primera vez al banco de suplentes para el partido contra Crucero del Norte. Marcó el gol de la victoria frente a la UAI Urquiza en la fecha 4 del torneo. Disputó un total de 31 partidos convirtiendo 9 goles. Su equipo lograría el ascenso a la Primera B Nacional ganando el torneo.
El 1 de julio de 2014, el delantero firmó contrato con el Club Deportivo UAI Urquiza de la tercera categoría del fútbol argentino debido a que el técnico Guillermo De Lucca puso sus ojos en él. El delantero terminó su temporada ayudando al club a mantener su categoría, al convertir goles a los rivales directos en zona de descenso: Club Deportivo Italiano y Club Merlo.

## Representación con CN Sports Argentina
En el año 2009, Acosta firma contrato de representación con CN Sports Argentina. Ese mismo año viaja a Europa donde probó con el Notts County bajo la atenta mirada de Sven Goran Eriksson.  Finalmente la contratación no se dio y Acosta permaneció realizando entrenamientos y trabajos de especialización futbolística en el predio de CN Sports en la ciudad de La Plata, entre ellos trabajos de definición para delanteros a cargo de José Sanfilippo.
A principios del 2012, Acosta realizó dos giras internacionales con un plantel de jugadores profesionales representados por CN Sports. En su gira por Turquía disputó una serie de partidos amistosos contra importantes equipos de la liga Alemana y Rusa. En la gira de China, Acosta disputó la copa de Shanghái donde se enfrentó con el Shanghái Shenhua (equipo donde jugaba Nicolás Anelka) y con el Shanghai Shenxin (otro equipo grande de la ciudad).

## Clubes
| Club                   | País          | Año         |  |
| ---------------------- | ------------- | ----------- |  |
| Vélez Sársfield        | Argentina     | 2005        |  |
| El Porvenir            | Argentina     | 2005 - 2005 |  |
| Rubio Ñu               | Paraguay      | 2006 - 2007 |  |
| Atlético Tucumán       | Argentina     | 2007 - 2008 |  |
| Unión Tres Lomas       | Argentina     | 2008 - 2010 |  |
| Daegu FC               | Corea del Sur | 2010        |  |
| Nueva Chicago          | Argentina     | 2012 - 2014 |  |
| UAI Urquiza            | Argentina     | 2014 - 2015 |  |
| Concepción Fútbol Club | Argentina     | 2016 - 2016 |  |
| Deportivo Armenio      | Argentina     | 2016 - 2017 |  |

## Palmarés
| Club               | Campeonato       | País      | Año         |
| ------------------ | ---------------- | --------- | ----------- |
| Torneo Argentino A | Atlético Tucumán | Argentina | 2008        |
| Nueva Chicago      | B Metropolitana  | Argentina | 2013 - 2014 |